# صابر جوجل (فلم)
صابر جوجل، هو فيلم كوميدي-مصري، من إخراج محمد حمدي وتأليف محمد رجب ومحمد سمير مبروك. الفيلم من بطولة محمد رجب وسارة سلامة ولطفي لبيب وراندا البحيري ومؤمن نور وإيهاب فهمي وأحمد صيام. حيث يتكلم الفيلم عن شاب فقير يبدأ في رحلة صعود بعد سرقته لمجوهرات خاصة بأحد رجال الأعمال. صدر الفيلم بتاريخ 7 سبتمبر 2016 في مصر، وحقق إيرادات تبلغ حوالي 4,5 مليون جنيه حتى (14 يناير 2017).
يعد الفيلم التعاون الخامس بين محمد رجب والمؤلف محمد سمير مبروك بعد أفلام «المش مهندس حسن» و«محترم إلا ربع» و«سالم أبو أخته» و«الخلبوص». كما قام المؤلف محمد سمير مبروك برفع دعوى قضائية بسبب عدم حصوله على مستحقاته المالية من الشركة المنتجة.

## ملخص القصة
صابر علي الطماني (محمد رجب) رجل بارع في التعامل مع التكنولوجيا والاتصالات، لذا يطلق عليه الجميع (صابر جوجل)، وتدخله براعته تلك في عالم كامل من الصفقات المشبوهة وغير الشرعية مع رجال الأعمال، ويقوم بالهرب إلى إحدى الدول الأوروبية بعد واحدة من تلك الصراعات، لكن الأمر لا ينتهي عند هذا الحد.

## طاقم العمل
- محمد رجب
- سارة سلامة
- لطفي لبيب
- راندا البحيري
- مؤمن نور
- إيهاب فهمي
- أحمد صيام
- هادي الجيار
- حسن عبد الفتاح
- رضا إدريس
- إحسان الترك
- فراس سعيد
- خدوجة صبري
- نادر نور الدين
- علاء زينهم
- محمد مرزبان
- عصام الشويخ
- نور الكاديكي

## الإغنية الدعائية
طرحت شركة «الريماس» المنتجة الأغنية الدعائية للفيلم بتاريخ 3 سبتمتبر 2016 بعنوان «يا ابن اللعيبة»، وهي من غناء مدحت صالح وكلمات وليد الغزالي والحان محمد مدين وتوزيع فهد.